# ميرزا حبيب اصفهاني
ميرزا حبيب اصفهاني (1835 - 1893; (بالفارسية: حبیب اصفهانی)) كان شاعر ونحوي ومترجم إيراني، قضى معظم وقته في المنفى في تركيا العثمانية.

## مؤلفاته
Persian Grammar
- Dastur-e Sokan
- Dasturca-ye Farsi
- Kolasa-ye Rahnama-ye Farsi
- Momaresat-e Farsiya
- Rahbar-e Farsi
- Barg-e sabz

Translations
- Gozares-e Mardom-goriz
- Gil Blas